# Lepton

Leptonerna

Leptoner är elementarpartiklar enligt kvantfysiken.
Leptonerna är den ena huvudgruppen av fermioniska elementarpartiklar. Den andra gruppen är kvarkarna.
Av leptoner finns det sex stycken aromer, vilka liksom kvarkarna delas in i tre familjer. Varje familj består av en partikel och tillhörande neutrino.
familj 1: elektron, elektronneutrino
familj 2: myon, myonneutrino
familj 3: tau-lepton, tauneutrino
Neutrinerna har ingen laddning medan de övriga leptonerna har laddningen -e (elementarladdningen).
| Namn             | Symbol | Laddning | Massa (MeV/c2) |
| ---------------- | ------ | -------- | -------------- |
| Elektron         | e-     | -e       | 0,511          |
| Elektronneutrino | νe     | 0        | < 3 eV         |
| Myon             | μ-     | -e       | 105,6          |
| Myonneutrino     | νμ     | 0        | < 0,19         |
| Tauon            | τ-     | -e       | 1777           |
| Tauneutrino      | ντ     | 0        | < 18,2         |

Alla dessa sex aromer har också varsin antipartikel med motsatt laddning. Elektronens antipartikel har ett eget namn, positron (e+).

## Skillnaden mellan leptoner och kvarkar
Den viktiga skillnaden mellan leptoner och kvarkar är att leptoner växelverkar svagt medan kvarkar växelverkar både svagt och starkt.